# Fairfield (Wisconsin)
Fairfield es un pueblo ubicado en el condado de Sauk en el estado estadounidense de Wisconsin. En el Censo de 2010 tenía una población de 1.077 habitantes y una densidad poblacional de 11,69 personas por km².

## Geografía
Fairfield se encuentra ubicado en las coordenadas 43°32′7″N 89°38′47″O / 43.53528, -89.64639. Según la Oficina del Censo de los Estados Unidos, Fairfield tiene una superficie total de 92.15 km², de la cual 86.46 km² corresponden a tierra firme y (6.18%) 5.69 km² es agua.

## Demografía
Según el censo de 2010, había 1.077 personas residiendo en Fairfield. La densidad de población era de 11,69 hab./km². De los 1.077 habitantes, Fairfield estaba compuesto por el 98.05% blancos, el 0% eran afroamericanos, el 0.84% eran amerindios, el 0.65% eran asiáticos, el 0% eran isleños del Pacífico, el 0.37% eran de otras razas y el 0.09% pertenecían a dos o más razas. Del total de la población el 1.21% eran hispanos o latinos de cualquier raza.